# Volta a Castela e Leão de 2012
A Volta a Castela e Leão de 2012 foi a 27.ª edição de esta carreira ciclista que decorre por Castela e Leão. Disputou-se entre a 13 e a 15 de abril de 2012, sobre um total de 491,4 km, repartidos em três etapas.
Devido a uma redução do orçamento a carreira passou de 5 a 3 etapas, no entanto manteve, como vem sendo habitual desde a criação dos Circuitos Continentais da UCI em 2005, a sua categoria 2.1 dentro do UCI Europe Tour de 2011-2012.
Tomaram parte na carreira 20 equipas. Os 2 equipas espanholas de categoria UCI ProTeam (Euskaltel-Euskadi e Movistar Team); os 2 de categoria Profissional Continental (Andalucía e Caja Rural); e os 2 de categoria Continental (Burgos BH-Castilla y León e Orbea Continental). Quanto a representação estrangeira, estiveram 14 equipas: os UCI ProTeam do Rabobank Cycling Team e RadioShack-Nissan; os Profissionais Continentais do Saur-Sojasun, Acqua & Sapone e Cofidis, le Crédit en Ligne; e as equipas Continentais do Efapel-Glassdrive, Team Bonitas, Christina Watches-Onfone, Gios Deyser-Leon Kastro, Jamis-Sutter Home, Lokosphinx, EPM-UNE e Endura Racing; e a Selecção da Argentina. Formando assim um pelotão de 154 ciclistas, com 8 corredores a cada equipa (excepto a Rabobank, Christina Watches, Jamis-Sutter Home e Lokosphinx que saíram com 7 e a Acqua & Sapone que saiu com 6), dos que acabaram 89.
O ganhador final foi Javier Moreno (quem ademais fez-se com as classificações da regularidade, combinada e espanhóis) depois de beneficiar-se de um pequeno corte produzido na recta de meta da última etapa. Acompanharam-lhe no pódio Guillaume Levarlet e Pablo Urtasun, respectivamente; que em princípio se iam jogar a volta no sprint da última etapa.
Nas outras classificações secundárias impuseram-se Walter Pedraza (montanha), Movistar (equipas) e Carlos Barbero (castellanoleonenses).

## Etapas
| Etapa | Data        | Percurso            | km    | Ganhador          | Líder             |
| ----- | ----------- | ------------------- | ----- | ----------------- | ----------------- |
| 1.ª   | 13 de abril | Salamanca-Salamanca | 159,2 | Manuel Cardoso    | Manuel Cardoso    |
| 2.ª   | 14 de abril | Ávila-Ávila         | 158,7 | Luis León Sánchez | Luis León Sánchez |
| 3.ª   | 15 de abril | Segovia-Segovia     | 173,5 | Yelko Gómez       | Javier Moreno     |

## Classificações finais

### Classificação geral
| Posição | Ciclista             | Equipa            | Tempo      |
| ------- | -------------------- | ----------------- | ---------- |
|         | Javier Moreno        | Movistar          | 4h 42' 47" |
| 2       | Guillaume Levarlet   | Saur-Sojasun      | + 1"       |
| 3       | Pablo Urtasun        | Euskaltel-Euskadi | + 3"       |
| 4       | David de la Cruz     | Caja Rural        | + 10"      |
| 5       | Tiago Machado        | RadioShack-Nissan | + 19"      |
| 6       | José Toribio         | Andalucía         | + 30"      |
| 7       | Jonathan Castroviejo | Movistar          | + 1' 36"   |
| 8       | Linus Gerdemann      | RadioShack-Nissan | + 1' 41"   |
| 9       | Iván Velasco         | Euskaltel-Euskadi | + 1' 50"   |
| 10      | David Blanco         | Efapel-Glassdrive | + 3' 13"   |

### Classificação da montanha
| Posição | Ciclista         | Equipa                      | Pontos |
| ------- | ---------------- | --------------------------- | ------ |
|         | Walter Pedraza   | EPM-UNE                     | 20     |
| 2       | Róbigzon Oyola   | EPM-UNE                     | 20     |
| 3       | Rémy Di Gregorio | Cofidis, le Crédit en Ligne | 14     |
| 4       | Giovanni Báez    | EPM-UNE                     | 11     |
| 5       | George Bennett   | RadioShack-Nissan           | 8      |

### Classificação da regularidade
| Posição | Ciclista           | Equipa            | Pontos |
| ------- | ------------------ | ----------------- | ------ |
|         | Javier Moreno      | Movistar          | 29     |
| 2       | Guillaume Levarlet | Saur-Sojasun      | 26     |
| 3       | Luis León Sánchez  | Rabobank          | 25     |
| 4       | Yelko Gómez        | Caja Rural        | 25     |
| 5       | Pablo Urtasun      | Euskaltel-Euskadi | 25     |

### Classificação da combinada
| Posição | Ciclista          | Equipa            | Pontos |
| ------- | ----------------- | ----------------- | ------ |
|         | Javier Moreno     | Movistar          | 12     |
| 2       | Tiago Machado     | RadioShack-Nissan | 26     |
| 3       | Luis León Sánchez | Rabobank          | 26     |
| 4       | Linus Gerdemann   | RadioShack-Nissan | 33     |
| 5       | Matthew Busche    | RadioShack-Nissan | 35     |

### Classificação por equipas
| Posição | Equipa            | Tempo       |
| ------- | ----------------- | ----------- |
|         | Movistar          | 38h 29' 09" |
| 2       | RadioShack-Nissan | + 45"       |
| 3       | Euskaltel-Euskadi | + 2' 49"    |
| 4       | Saur-Sojasun      | + 8' 51"    |
| 5       | Caja Rural        | + 10' 31"   |

### Classificação espanhóis
| Posição | Ciclista             | Equipa            |
| ------- | -------------------- | ----------------- |
| 1       | Javier Moreno        | Movistar          |
| 2       | Pablo Urtasun        | Euskaltel-Euskadi |
| 3       | David de la Cruz     | Caja Rural        |
| 4       | José Toribio         | Andalucía         |
| 5       | Jonathan Castroviejo | Movistar          |

### Classificação castellanoleonenses
| Posição | Ciclista       | Equipa                    |
| ------- | -------------- | ------------------------- |
| 1       | Carlos Barbero | Orbea Continental         |
| 2       | Rubén Jiménez  | Burgos BH-Castilla y León |

## Tentativa de plante na última etapa
Devido às condições meteorológicas abversas que tiveram em dois últimas jornadas vários corredores tentaram modificar o traçado da última etapa onde atravessaram três portos de 1.ª categoria acima dos 1750 metros, ainda que, isso se, o último deles (Navacerrada) longe de meta. Segundo eles, nos portos tinha neve e o passo podia ser perigoso; segundo os organizadores, que desde primeira hora da manhã tinham mandado uma avanzadilla por diante para garantir a segurança, a estrada estava limpa. Foi a versão que também mantinha a Guarda Civil.
Esses corredores, liderados por Linus Gerdemann, Luis Ángel Maté e Stefan Schumacher, propuseram em seu lugar dar várias voltas ao circuito em Segovia previsto para o final da etapa. Depois de dar a saída sem modificar a etapa os corredores negaram-se a sair até que minutos depois a equipa Rabobank do por então líder Luis León Sánchez decidiram tomar a saída com normalidade com o que o resto do pelotão lhes seguiu.
Leste foi o terceiro incidente relacionado com a neve em carreiras ciclistas espanholas em poucos meses, que provocaram a anulação do Troféu Serra de Tramuntana da Challenge Ciclista a Mallorca e o recorte da 3.ª etapa da Volta à Catalunha.